# Insomnia Cookies
A Insomnia Cookies é uma cadeia de padarias, principalmente nos Estados Unidos, especializada na entrega de bolachas, produtos de padaria e sorvetes. Com sede em Nova Iorque e Filadélfia, foi fundada em 2003 por Jared Barnett e Seth Berkowitz, ambos estudantes da Universidade da Pensilvânia. A empresa tem mais de 265 lojas, localizadas principalmente nos Estados Unidos continental, com locais internacionais no Canadá e na Inglaterra. Muitas lojas estão localizadas nas proximidades de campi universitários e atendem a estudantes que querem pedir bolachas tarde da noite.

## História e operações
A empresa foi co-fundada por Jared Barnett e Seth Berkowitz em 2003, enquanto estudavam na Universidade da Pensilvânia, na Filadélfia. Berkowitz começou a assar e entregar bolachas em um dormitório para os alunos do campus tarde da noite. A partir daí, o conceito de entrega de biscoitos cresceu. A primeira loja de varejo foi aberta em 2003 em Syracuse, Nova Iorque.
As padarias da Insomnia Cookies geralmente estão localizadas perto dos campi de faculdades e universidades para atender aos estudantes que desejam pedir bolachas após o horário de fechamento das padarias tradicionais. A maioria das lojas fica aberta das 10h às 3h, de segunda a sexta-feira, e do meio-dia às 3h nos finais de semana.
A empresa se expandiu por todo o território continental dos Estados Unidos, abrindo sua 100ª loja em 2016.
Em 2018, a Krispy Kreme, financiada pela JAB Holding Company, adquiriu a Insomnia Cookies; a empresa continua a operar de forma independente.
A empresa lançou o serviço de associação "CookieMagic" em março de 2021. A assinatura custa US$ 9,99 por mês e oferece aos membros um cookie clássico gratuito todos os dias, entrega local gratuita nos locais da Insomnia Cookies e outras vantagens.
Em abril de 2021, a empresa abriu sua primeira loja com uma seção experimental CookieLab, um "cookie speakeasy" que oferece cookies personalizáveis e um bar com opções de leite e milkshake.
Em junho de 2021, a empresa abriu sua 200ª loja em Exton, Pensilvânia.
Em outubro de 2023, a empresa fez uma parceria com a Universal Pictures e a Scott Cawthon Productions para lançar a 'Freddy Fazbear's Cookie Pizza' para promover o filme Five Nights at Freddy's.
Em 2023, a empresa se expandiu para locais fora dos Estados Unidos, com as primeiras padarias internacionais em Manchester, Inglaterra, e Toronto, Canadá. Mais lojas foram abertas em 2024 em Ontário, e a empresa atingiu mais de 265 locais na América do Norte.

## Produtos
A Insomnia Cookies vende 17 tipos de cookies clássicos, incluindo opções veganas, e uma variedade de cookies de luxo. Outros produtos incluem bolos de cookies, brownies, leite, sorvete e sanduíches de sorvete.